# Tour d'Algérie 1970 (2)
Le Tour d'Algérie 1970 s'est déroulé du 19 au 31 mars 1970 sur un parcours de 751 kilomètres Bou Saada à  Alger. La course fut remportée par le coureur est-allemand Axel Peschel.

## Parcours
| Étape         | Date | Villes étapes        |  | Distance (km) | Vainqueur d’étape | Leader du classement général |
| ------------- | ---- | -------------------- |  | ------------- | ----------------- | ---------------------------- |
| 9e étape      | mars | Bou Saada - Tiaret   |  | 177           | Axel Peschel      | Axel Peschel                 |
| 10e étape     | mars | Tiaret - Mascara     |  | 137           | Zenon Czechowski  | Axel Peschel                 |
| 11e étape (a) | mars | Tlemcen - Oran       |  | 76            | Georges Claes     | Axel Peschel                 |
| 11e étape (b) | mars | Mohamadia - El Asnam |  | 140           | Georges Claes     | Axel Peschel                 |
| 12e étape     | mars | Ténès - Cherchell    |  | 100           | Madjid Hamza      | Axel Peschel                 |
| 13e étape     | mars | Cherchell - Alger    |  | 121           | Georges Claes     | Axel Peschel                 |

## Résultats

### 9eétape
| Classement de l'étape | Classement de l'étape | Classement de l'étape | Classement de l'étape | Classement de l'étape |
|                       | Coureur               | Pays                  | Équipe                | Temps                 |
| --------------------- | --------------------- | --------------------- | --------------------- | --------------------- |
| 1er                   | Axel Peschel          | Allemagne de l'Est    | '                     | en 3 h 55 min 47 s    |
| 2e                    | Daniel Verplancke     | Belgique              | Flandria - Mars       | + 1 s                 |
| 3e                    | Doug Dailey           | Royaume-Uni           |                       | m.t.                  |
| 4e                    | Eugen Plesko          | Yougoslavie           |                       | m.t.                  |
| 5e                    | Alan Mellor           | Royaume-Uni           |                       | + 21 s                |
| 6e                    | Johannes Knab         | Allemagne             |                       | m.t.                  |
| 7e                    | Jan Magiera           | Pologne               |                       | m.t.                  |
| 8e                    | Harry Hannus          | Finlande              |                       | m.t.                  |
| 9e                    | Zygmunt Hanusik       | Pologne               |                       | + 2 min 54 s          |
| 10e                   | Dieter Mickein        | Allemagne de l'Est    |                       | m.t.                  |
| modifier              |                       |                       |                       |                       |

### 10eétape
| Classement de l'étape | Classement de l'étape  | Classement de l'étape | Classement de l'étape | Classement de l'étape |
|                       | Coureur                | Pays                  | Équipe                | Temps                 |
| --------------------- | ---------------------- | --------------------- | --------------------- | --------------------- |
| 1er                   | Zenon Czechowski       | Pologne               | '                     | en 3 h 22 min 5 s     |
| 2e                    | Willy Baert            | Belgique              |                       | + 1 s                 |
| 3e                    | Ryszard Jan Szurkowski | Pologne               |                       | m.t.                  |
| 4e                    | Zygmunt Hanusik        | Pologne               |                       | m.t.                  |
| 5e                    | Tanasije Kuvalja       | Yougoslavie           |                       | m.t.                  |
| 6e                    | Axel Peschel           | Allemagne de l'Est    |                       | m.t.                  |
| 7e                    | Bernd Knispel          | Allemagne de l'Est    |                       | m.t.                  |
| 8e                    | Daniel Verplancke      | Belgique              | Flandria - Mars       | m.t.                  |
| 9e                    | Manfred Radochla       | Allemagne de l'Est    |                       | m.t.                  |
| modifier              |                        |                       |                       |                       |

### 11eétape- secteur a
| Classement de l'étape secteur a | Classement de l'étape secteur a | Classement de l'étape secteur a | Classement de l'étape secteur a | Classement de l'étape secteur a |
|                                 | Coureur                         | Pays                            | Équipe                          | Temps                           |
| ------------------------------- | ------------------------------- | ------------------------------- | ------------------------------- | ------------------------------- |
| 1er                             | Georges Claes                   | Belgique                        | '                               | en 1 h 48 min 11 s              |
| 2e                              | Zygmunt Hanusik                 | Pologne                         |                                 | + 1 s                           |
| 3e                              | Roger Loysch                    | Belgique                        |                                 | m.t.                            |
| 4e                              | Burkhard Ebert                  | Allemagne                       |                                 | m.t.                            |
| 5e                              | Daniel Verplancke               | Belgique                        |                                 | m.t.                            |
| 6e                              | Axel Peschel                    | Allemagne de l'Est              |                                 | m.t.                            |
| 7e                              | Ryszard Jan Szurkowski          | Pologne                         |                                 | m.t.                            |
| 8e                              | Bernd Knispel                   | Allemagne de l'Est              |                                 | m.t.                            |
| 9e                              | Willy Baert                     | Belgique                        |                                 | m.t.                            |
| 10e                             | Tahar Zaaf                      | Algérie                         |                                 | m.t.                            |
| modifier                        |                                 |                                 |                                 |                                 |

### 11eétape- secteur b
| Classement de l'étape secteur b | Classement de l'étape secteur b | Classement de l'étape secteur b | Classement de l'étape secteur b | Classement de l'étape secteur b |
|                                 | Coureur                         | Pays                            | Équipe                          | Temps                           |
| ------------------------------- | ------------------------------- | ------------------------------- | ------------------------------- | ------------------------------- |
| 1er                             | Georges Claes                   | Belgique                        | '                               | en 3 h 39 min 20 s              |
| 2e                              | Zygmunt Hanusik                 | Pologne                         |                                 | + 1 s                           |
| 3e                              | Bernd Knispel                   | Allemagne de l'Est              |                                 | m.t.                            |
| 4e                              | Burkhard Ebert                  | Allemagne                       |                                 | m.t.                            |
| 5e                              | Roger Loysch                    | Belgique                        |                                 | m.t.                            |
| 6e                              | Willy Baert                     | Belgique                        |                                 | m.t.                            |
| 7e                              | Daniel Verplancke               | Belgique                        |                                 | m.t.                            |
| 8e                              | Axel Peschel                    | Allemagne de l'Est              |                                 | m.t.                            |
| 9e                              | Ryszard Jan Szurkowski          | Pologne                         |                                 | m.t.                            |
| 10e                             | Jean-Louis Danguillaume         | France                          |                                 | m.t.                            |
| modifier                        |                                 |                                 |                                 |                                 |

### 12eétape
| Classement de l'étape | Classement de l'étape | Classement de l'étape | Classement de l'étape | Classement de l'étape |
|                       | Coureur               | Pays                  | Équipe                | Temps                 |
| --------------------- | --------------------- | --------------------- | --------------------- | --------------------- |
| 1er                   | Madjid Hamza          | Algérie               | '                     | en 2 h 51 min 46 s    |
| 2e                    | Doug Dailey           | Royaume-Uni           |                       | + 1 s                 |
| 3e                    | Axel Peschel          | Allemagne de l'Est    |                       | m.t.                  |
| 4e                    | Zenon Czechowski      | Pologne               |                       | m.t.                  |
| 5e                    | Johannes Knab         | Allemagne             |                       | m.t.                  |
| 6e                    | Graham Moore          | Royaume-Uni           |                       | m.t.                  |
| 7e                    | Tanasije Kuvalja      | Yougoslavie           |                       | m.t.                  |
| 8e                    | Dieter Mickein        | Allemagne de l'Est    |                       | m.t.                  |
| 9e                    | Harry Hannus          | Finlande              |                       | m.t.                  |
| 10e                   | Gary Crewe            | Royaume-Uni           |                       | m.t.                  |
| modifier              |                       |                       |                       |                       |

### 13eétape
| Classement de l'étape | Classement de l'étape   | Classement de l'étape | Classement de l'étape | Classement de l'étape |
|                       | Coureur                 | Pays                  | Équipe                | Temps                 |
| --------------------- | ----------------------- | --------------------- | --------------------- | --------------------- |
| 1er                   | Georges Claes           | Belgique              | '                     | en 3 h 16 min 54 s    |
| 2e                    | Zygmunt Hanusik         | Pologne               |                       | + 1 s                 |
| 3e                    | Axel Peschel            | Allemagne de l'Est    |                       | m.t.                  |
| 4e                    | Bernd Knispel           | Allemagne de l'Est    |                       | m.t.                  |
| 5e                    | Roger Loysch            | Belgique              |                       | m.t.                  |
| 6e                    | Jean-Louis Danguillaume | France                |                       | m.t.                  |
| 7e                    | Burkhard Ebert          | Allemagne             |                       | m.t.                  |
| 8e                    | Zenon Czechowski        | Pologne               |                       | m.t.                  |
| 9e                    | Tahar Zaaf              | Algérie               |                       | m.t.                  |
| 10e                   | Tanasije Kuvalja        | Yougoslavie           |                       | m.t.                  |
| modifier              |                         |                       |                       |                       |

## Classements finals
| Classement général final | Classement général final | Classement général final | Classement général final | Classement général final |
|                          | Coureur                  | Pays                     | Équipe                   | Temps                    |
| ------------------------ | ------------------------ | ------------------------ | ------------------------ | ------------------------ |
| 1er                      | Axel Peschel             | Allemagne de l'Est       | '                        | en 20 h 41 min 5 s       |
| 2e                       | Doug Dailey              | Royaume-Uni              |                          | + 1 s                    |
| 3e                       | Johannes Knab            | Allemagne                |                          | + 33 s                   |
| 4e                       | Harry Hannus             | Finlande                 |                          | + 2 min 6 s              |
| 5e                       | Dieter Mickein           | Allemagne de l'Est       |                          | + 2 min 54 s             |
| 6e                       | Zenon Czechowski         | Pologne                  |                          | + 3 min 21 s             |
| 7e                       | Siegfried Huster         | Allemagne de l'Est       |                          | + 3 min 41 s             |
| 8e                       | Klaus Ampler             | Allemagne de l'Est       |                          | + 3 min 41 s             |
| 9e                       | Madjid Hamza             | Algérie                  |                          | + 4 min 45 s             |
| 10e                      | Ryszard Jan Szurkowski   | Pologne                  |                          | + 5 min 15 s             |
| modifier                 |                          |                          |                          |                          |